# 귀마개

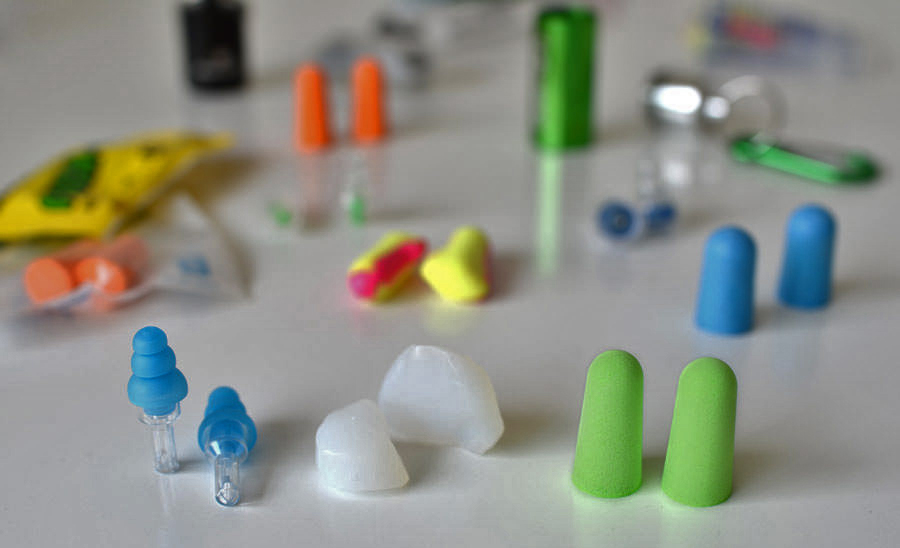
여러 종류의 귀마개

귀마개는 시끄러운 소리가 잘 들리지 않도록 소음을 방지하거나 물놀이 등에서 귓속에 물이 들어가지 않도록 할 목적으로 귓속에 꽂는 조그만 물건이다.

## 역사
귀마개 사용에 관한 최초 언급은 고대 그리스의 서사시 오디세이아에 있다.
1907년, 독일의 기업 Ohropax는 독일의 발명가 Max Negwer에 의해 설립되었으며 주로 왁스 형태의 귀마개를 생산하게 된다.
레이와 Cecilia Benner는 형을 만들 수 있는 순수 실리콘 귀마개를 1962년 발명하였다. 이 귀마개는 방수가 가능하고 해로운 소음을 막아주는 것을 시도하는 까닭에 수영 선수들에게 가치가 있었다.